# Luke McAlister
Charles Luke McAlister (* 28. August 1983 in Waitara, Neuseeland) ist ein neuseeländischer Rugby-Union-Spieler auf der Position des Verbindungshalbs und des Innendreiviertels. Er spielt aktuell bei Stade Toulousain in der Top 14.
McAlister wurde in Waitara, Neuseeland, geboren und ging auf die Westlake Boys High School zur Schule, wo er als Verbindungshalb spielte. Als Profi lief er zuerst für die Blues in der Super 14 und für North Harbour im Air New Zealand Cup auf. Des Weiteren spielte er auch für Silverdale in der North Harbour Premier Competition. McAlister gewann 2002 den Preis als weltbester U-19 Spieler des Jahres vom International Rugby Board. Er machte sein Debüt bei den All Blacks im Alter von 21 gegen die British and Irish Lions im Jahr 2005. In seinen ersten 10 Spielen hat er insgesamt 72 Punkte erzielt (3 Versuche, 12 Erhöhungen, 11 Straftritte). Nach den Tri Nations 2007 wurde er in den All Blacks Weltmeisterschaftskader berufen.
Während der Vorbereitung für die Rugby-WM 2007 in Frankreich kamen Gerüchte auf, dass er nach der Weltmeisterschaft für Stade Toulousain in der Top 14 spielen wird. Trotz seines jungen Alters und Neuseelands rigiden Auswahlpolitik, die besagt, dass nur Spieler für die All Blacks nominiert werden, die in Neuseeland spielen, möchte er für eine Weile außerhalb Neuseelands tätig sein. Auch sein Vater und sein Agent haben beide bestätigt, dass er nach Europa möchte.
Nachdem Toulouse das Angebot von abgelehnt hatte, war McAlister in Verhandlungen mit den Sale Sharks und mit Munster Rugby. Er entschied sich für die Sale Sharks aus England und wechselte nach der Weltmeisterschaft dorthin. Sein Vater hat bei den Sharks außerdem eine Stelle als Trainer erhalten. McAlister unterzeichnete einen Zweijahresvertrag. Nach den zwei Jahren in England wechselte er zum Ende der Saison wieder nach Neuseeland zur Region North Harbour und den Blues. Auf die Saison 2011/12 wurde er vom französischen Rekordmeister Stade Toulousain verpflichtet.